# Юган Ангстрем
Юган Ангстрем (швед. Johan Ångström; 24 вересня 1813 — 19 січня 1879) — шведський лікар та ботанік-бріолог.

## Біографія
Юган Ангстрем народився 24 вересня 1813 року.
Він отримав освіту в Уппсалі, згодом практикував медицину у комунах Ликселе та Ерншельдсвік. Разом із Фредріком Ніландером (1820—1880), він проводив ботанічні дослідження у Лапландії, Фінляндії та Карелії.
Юган Ангстем помер 19 січня 1879 року в Ерншельдсвіку.

## Ботанічніепоніми
Рід моху Aongstroemia (Bruch & Schimp., 1846) названо на його честь. Як таксономіст він є біноміальним атором декількох видів роду Botrychium.

## Окремі публікації
- Dispositio muscorum in Scandinavia: hucusque cognitorum, 1842.
- Symbolae ad Bryologiam Scandinavicam, 1844.
- Primae lineae muscorum cognoscendorum, 1876.[9]